# کشتار با اره‌برقی در تگزاس ۲
کشتار با اره‌برقی در تگزاس ۲ (انگلیسی: The Texas Chainsaw Massacre 2) فیلمی اسلشر در سبک ترسناک و کمدی سیاه به کارگردانی توبی هوپر است که در سال ۱۹۸۶ منتشر شد. از بازیگران آن می‌توان به دنیس هاپر، کارولین ویلیامز، بیل مسلی، لو پریمان و بیل جانسون اشاره کرد. این فیلم دنباله فیلم کشتار با اره‌برقی در تگزاس از همین کارگردان است.

## داستان
امتداد بزرگراه تگزاس، در مسیر بازی فوتبال دو سالمند به اسم اد و جاش در مسابقات فوتبال او کلاسون در کاسه پنبه دالاس، مسابقه می‌دهند. آنها که به شدت مست هستند، از تلفن اتومبیل خود برای تماس و آزار و اذیت رادیوی رادیویی دی جی وانداکشش استفاده می‌کنند. استرچ که قادر به متقاعد کردن آنها برای قطع تلفن نیست، مجبور است خط را باز نگه دارد. صورت چرمی هنگام عبور از یک وانت ، از پشت کامیون بیرون آمده و با استفاده از اره برقی سقف را پاره می‌کند. ریک سعی می‌کند با هفت تیر خود به صورت چرمی شلیک کند اما صورت چرمی او را می‌کشد و باعث تصادف ماشین می‌شود و باعث کشته شدن ریکی می‌شود.
صبح روز بعد، ستوان انریت هاردستی، کلانتر سابق شهر تگزاس و عموی سالی و فرانکلین هاردستی، که سالها قبل قربانیان صورت چرمی و خانواده اش شده بودند، برای کمک به حل قتلهای وزرز و ریکی در صحنه جنایت حاضر می‌شود. لفتی سیزده سال گذشته را به جستجوی ناپدید شدن برادرزاده خود پرداخته‌است، و در حال تحقیق دربارهٔ گزارشات قتل‌عام اره برقی در سراسر تگزاس است. استرچ با او تماس گرفته می‌شود و او کپی نوار صوتی ضبط کننده حمله را برای او می‌آورد. او را به آنجا می‌فرستد، و کش آمدن و … را ترک می‌کند تا با اکراه پوشش رادیویی یک تگزاس / اوکلاهما چیلی کوکف را بدست آورد. برنده اتفاقاً برایتون سیرو (پدرسالار فعلی خانواده آدمخوار سیرو) است که اعلام می‌کند راز او داشتن چشم به «گوشت اصلی» است.